# Rocchette (Torri in Sabina)
Rocchette è una frazione del comune italiano di Torri in Sabina, nella provincia di Rieti, nel Lazio.

## Geografia fisica

### Territorio
Il centro storico sorge a 235 metri di altezza sul livello del mare, costruito su un grosso complesso roccioso e incassato tra le colline circostanti, per metà circondato dal letto del torrente Aia che scorre una trentina di metri più in basso e dove nei pressi del paese si immette anche il torrente Volgore, che completa quasi del tutto l'isolamento esterno del perimetro della rocca, rendendone chiari i motivi di scelta logistica difensiva del sito.
Il territorio è prevalentemente collinare, con rari spazi pianeggianti, spesso aspro molto simile a una vallata di montagna, coperto da fitto bosco dove prevale il leccio, la quercia e il corbezzolo, ma è presente anche in misura minore l'olmo, il pino marittimo, il carpino e l'orniello e l'ulivo.

### Clima
- Classificazione climatica: zona D, 1954 GR/G

## Storia

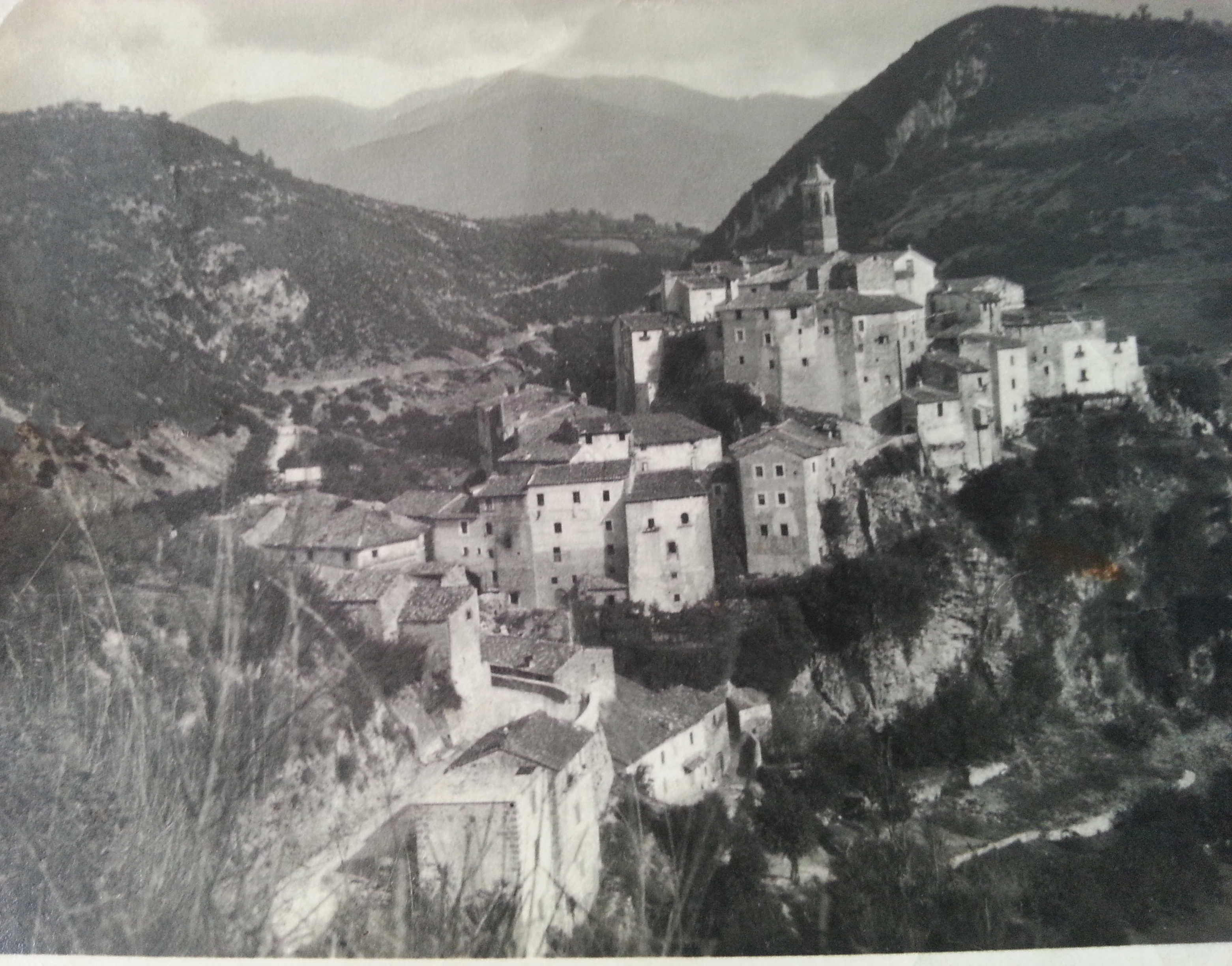
Rocchette nel 1926

La frazione ha origine dai due insediamenti fortificati medievali di Rocchetta grande e Rocchetta piccola o Rocchette maggiori e minori; in seguito il primo prese il nome di rocca Bertalda (derivato dal nome di Berta della famiglia Onesti di Ravenna) e il secondo rocca Guidonesca. Nel XIII secolo furono consolidate e ampliate le due fortificazioni. Dal dominio degli Onesti passò alternandosi alle famiglie dei principi Savelli e degli Orsini e alla Santa Sede. In seguitò passò sotto il dominio della città di Terni.
Nell'anno 1581 i "castelli di Tarano, Montebuono e Rocchette", insieme a molte altre terre tornarono alla Sede Apostolica in seguito ad una ricognizione generale ordinata da papa Gregorio XIII. Nel XVIII secolo il governatorato apostolico della provincia di Sabina, con sede prima in Collevecchio dal 1605 e poi dal 1816 a Poggio Mirteto (all'interno della quarta delegazione di Spoleto e Rieti), gestì anche i feudi di Rocchette e Rocchettine, assegnandoli a casate e famiglie minori, come i Montani e i Simonetti.
Nel 1845 la rocca, insieme a molti terreni, pascoli e boschi, venne acquistata dalla baronessa Bianca Luisa Emilia Allier, vedova del pittore Vincenzo Camuccini, che si stabilì a Rocchette abitando presso il palazzo Montani. Successivamente alla morte della baronessa, le proprietà passarono al figlio Gianbattista Camuccini e i suoi eredi.
Il comune di Rocchette (254 abitanti) con la frazione di Rocchettine (134 abitanti)  fu annesso al comune di Torri in Sabina nel 1875.

### Simboli

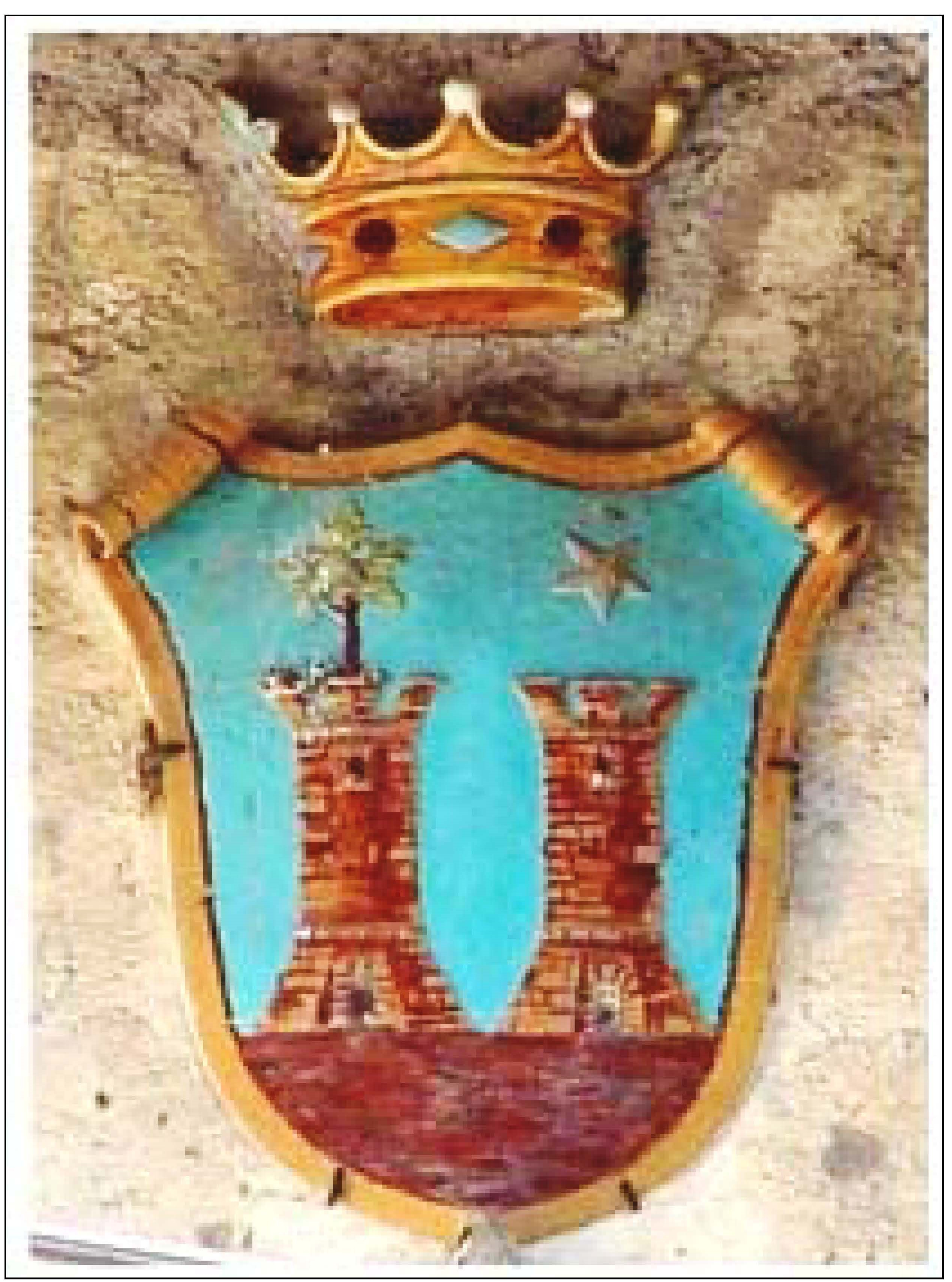
Stemma in ceramica

Lo stemma di Rocchette è uno scudo del tipo accartocciato in ceramica policroma sormontato da una corona, che si può blasonare come segue: « d'azzurro alle due torri al naturale, aperte e finestrate di nero, fondate sulla campagna terrosa, la torre destra cimata da un alberello con chioma a foggia di stella, la sinistra sormontata da una stella cadente d'argento» (Emmanuele A.F. Jannini). Se ne trovano due, il primo in ceramica policroma risale ai primi dell'Ottocento, posto sopra il portale principale del paese e il secondo originario del 1701 sulla facciata della chiesa parrocchiale.

## Monumenti e luoghi d'interesse

### Architetture religiose
Risultano essere esistite sette chiese nel contesto di Rocchette e altre due di Rocchettine, solo quattro risultano ancora esistenti, fanno parte della diocesi di Terni-Narni-Amelia, mentre le altre sono scomparse o ridotte a pochi ruderi (al punto che già nel 1703 ne vengono menzionate solo sette).

#### Chiesa di San Sebastiano
Costruita verso la fine del XV secolo, dislocata in piazza Maggiore, dal XVII secolo appartenuta alla famiglia Montani, che ne curava la manutenzione e gli arredi, conteneva tre tele del pittore Girolamo Troppa (Transito della Madonna dispersa/rubata nell'Ottocento, Martirio di San Sebastiano in collezione privata e Transito di San Giuseppe presso il palazzo-museo Camuccini di Cantalupo e infine un'Ultima cena, dipinto murale di dubbia attribuzione). Sulla facciata anteriore della chiesa nel 1922 con una sopraelevazione eretta dall'amministrazione comunale, è stato posizionato un orologio da torre tuttora funzionante, che batte le ore e i quarti.

#### Chiesa del Santissimo Salvatore

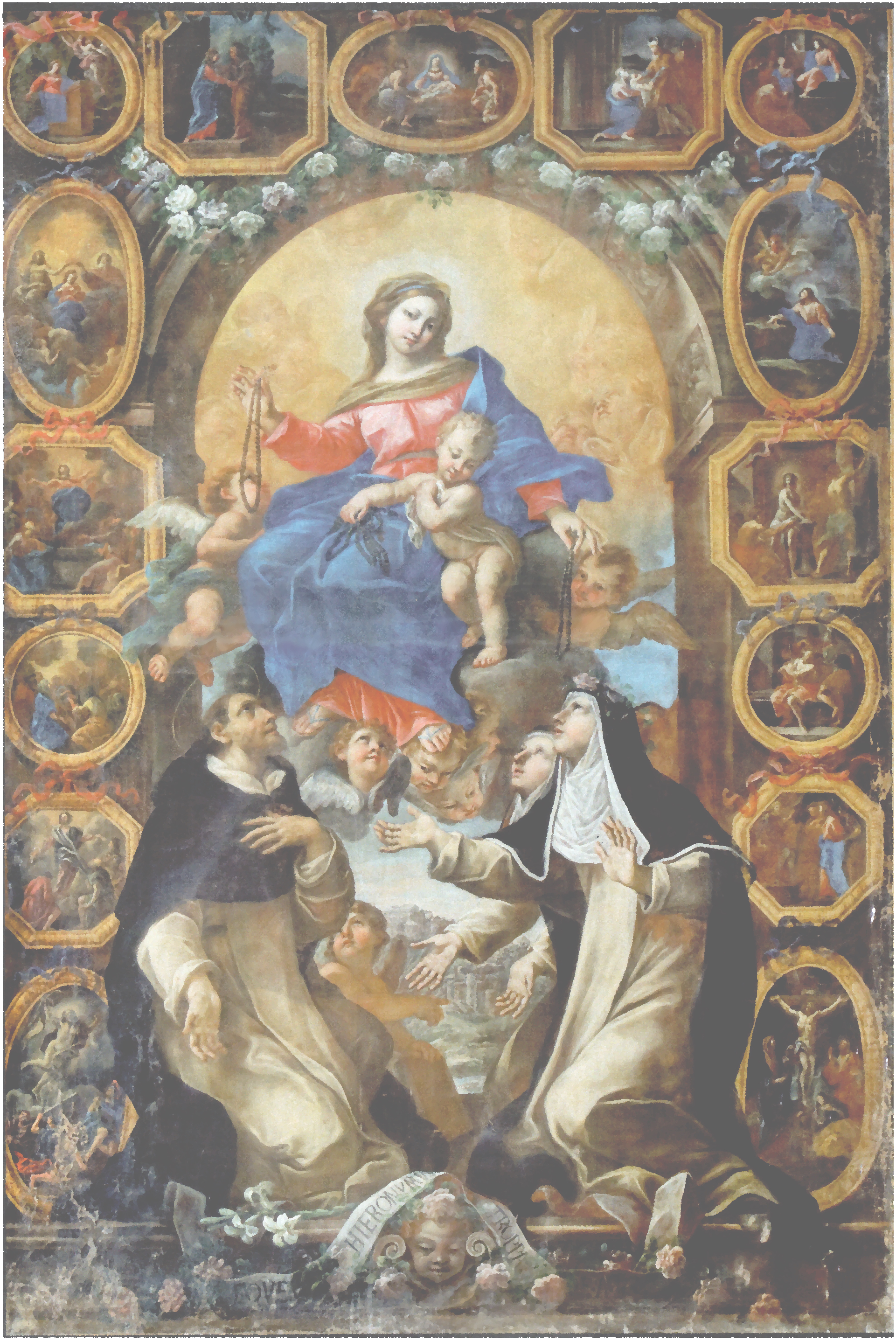
Madonna del Rosario, san Domenico e le sante Caterina e Brigida

Situata nel punto più alto del paese, la sua attuale conformazione risale ai primi anni del Settecento, quando fu completamente ricostruita sulle fondamenta della precedente chiesa Ecclesia Castrii (di cui rimangono come unica testimonianza i resti di un'antica decorazione murale, raffigurante la conversione del giovane San Gandolfo di fronte alla Madonna e al bambino nell'atto di porgergli il cordone e che risale al XV secolo), poiché quest'ultima risultava pericolante a causa di infiltrazioni di acqua nei muri. I lavori furono eseguiti in due fasi distinte, durante la prima, durata circa quattro anni e terminata nel 1701, si realizzarono tutte le nuove strutture portanti, la volta del tetto e la sagrestia, mentre nella seconda fase, durata molto di più ma avvenuta con discontinuità, furono eseguiti lavori accessori e il completamento dei vari altari interni: questa fase si concluse definitivamente verso il 1729. Girolamo Troppa partecipò attivamente alla costruzione della nuova chiesa (perlomeno fino al 1711, anno in cui morì), essendo in quel periodo molto integrato nella comunità di Rocchette dove ricopriva incarichi come consigliere comunale e priore della confraternita del Santissimo Sacramento. Un contributo decisivo alle opere, da un punto di vista artistico e architettonico, fu dato da Michele Valsangiacomo Chiesa, molto legato al Troppa con il quale collaborava fin dal 1683. Egli realizzò gli espropri necessari all'incremento della superficie, progettò le strutture edili e la sopraelevazione del campanile, si occupò della direzione dei lavori, ma soprattutto si fece carico di realizzare in prima persona tutto l'apparato decorativo plastico che riveste l'abside dell'altare principale e di diversi altari laterali. Nella chiesa, sono contenute diverse e pregevoli opere su tela di grandi dimensioni realizzate da Girolamo Troppa, di cui tre firmate:
- Madonna del Rosario, san Domenico e le sante Caterina e Brigida (1692 olio su tela 350 x 220 cm)
- Madonna con Bambino e santi Filippo Neri e Gaetano (ca. 1701 olio su tela 350 x 220 cm)
- Fuga in Egitto della Sagra Famiglia ( olio su tela ovale 180 x 220 cm)

e tre attribuite:
- Trinità con il Padre Eterno che benedice, la colomba dello Spirito Santo, il Cristo e la Croce (olio su tela 350 x 220 cm)
- Gesù in Croce con la Madonna, Maria Maddalena e san Giovanni (olio su tela 350 x 220 cm)
- Sant'Antonio da Padova che adora il Bambino (olio su tela 350 x 220 cm)

più due tempere su muro (200 x 85 cm) disposte ai lati della navata, anch'esse attribuite al pittore rocchettano, rappresentanti il martirio di san Sebastiano e di san Lorenzo.

#### Eremo di San Sebastiano

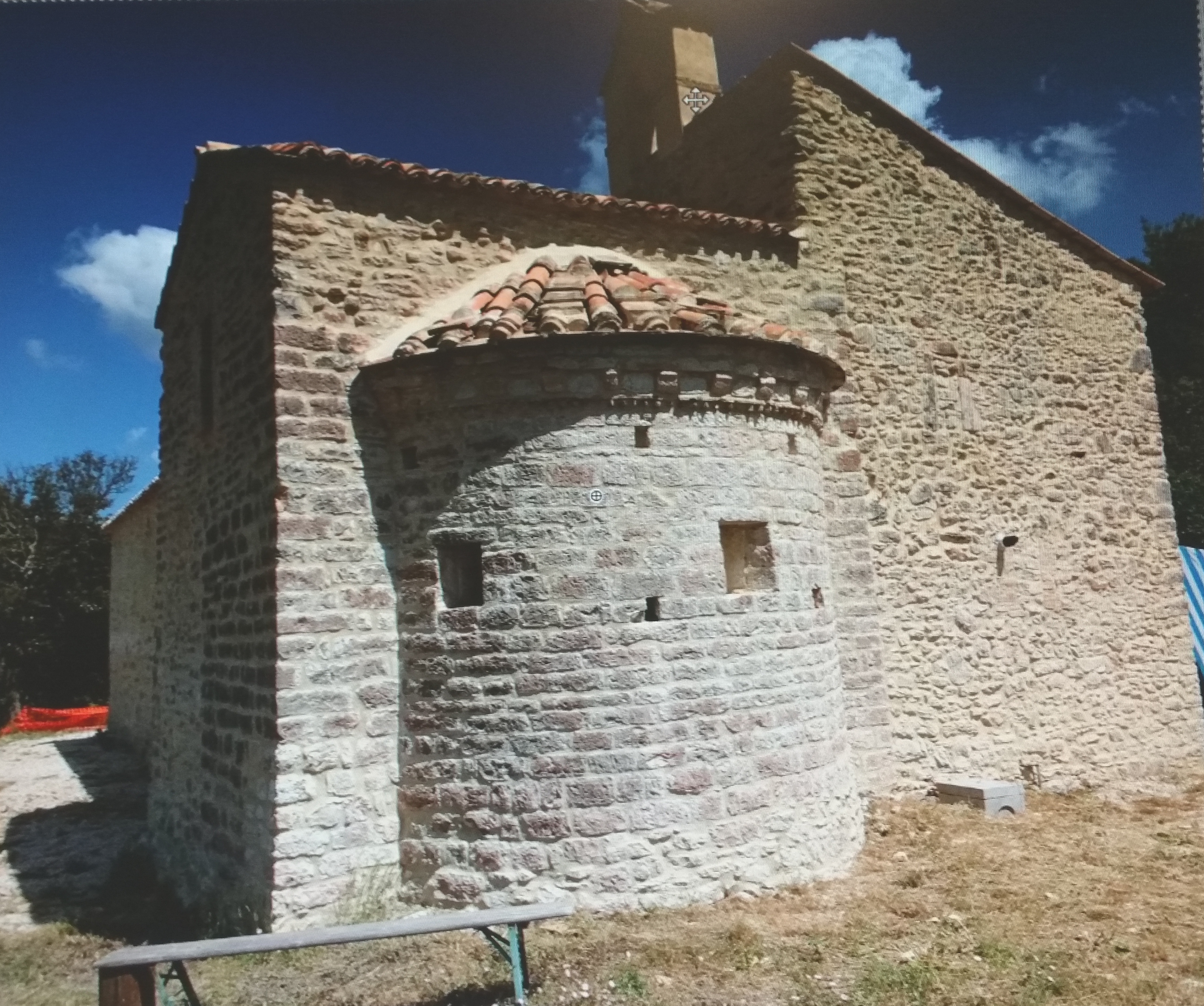
L'eremo San Sebastiano

Il complesso monastico, edificato presumibilmente tra il XIV e il XV secolo, è posto su una collina a nord di Rocchette e quasi al limite del suo territorio verso Vacone. La chiesa ha una navata lunga e stretta dalla forma a croce latina, presenta sui muri dell'altare maggiore una serie di dipinti murali del XVII secolo raffiguranti alcune storie relative a sant'Antonio Abate, san Giovanni, san Sebastiano, san Rocco e la Madonna. Un'attività di recupero dell'edificio è stata compiuta nel 2019. Ogni anno il giorno di san Sebastiano, viene svolta una processione, che partendo dalla chiesa di Rocchette raggiunge l'eremo portando a spalla la statua del santo e che vuole rievocare il tempo in cui una tremenda pestilenza fu scongiurata proprio per intercessione del santo.

### Rocchettine

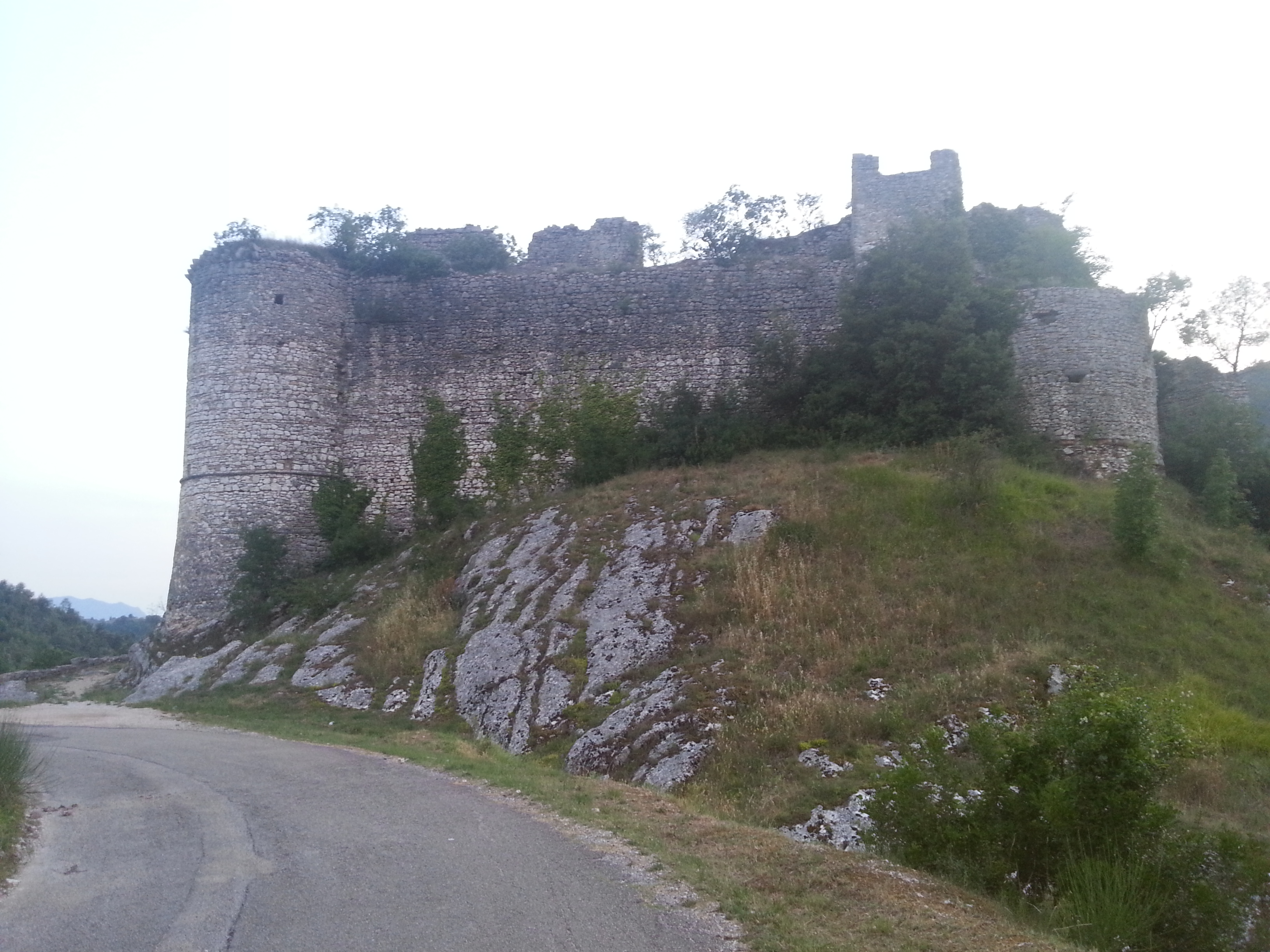
La rocca Guidonesca

I resti del castello di Rocchettine (rocca Guidonesca o Guidomassa), disabitato dalla metà degli anni 1950, si arrocca su uno sperone di roccia a circa 500 metri di altezza e quindi più in alto di Rocchette, dal quale è separato dalla gola formata in quel punto dal torrente Aia. All'interno si trova la chiesa di San Lorenzo che risale alla metà del Settecento, restaurata negli anni 1990.

### Fontane e sorgenti
- Fontana pubblica di piazza Maggiore, costruita nel 1891, è alimentata dall'acqua che proviene per mezzo di un acquedotto da una fonte situata nei pressi di Rocchettine, sulla Montagnola.
- Fontanella di Montoro, situata a poco distante dal paese.
- Fontana di Giobbe, verso Montebuono lungo la provinciale, sotto un ponte costruito in corrispondenza di una curva a gomito, prende il nome forse dal proprietario del posto; non utilizzata
- Fontanile di Crocicchia, costruito verso il 1948 a circa 800 metri dal paese in direzione nord, per consentire l'abbeverata del bestiame che viveva brado in montagna, ma anche dei muli e cavalli utilizzati per il "ricaccio" della legna tagliata. Trae la sua alimentazione da una sorgente che si trova a una cinquantina di metri a monte.

### Mole e mulini

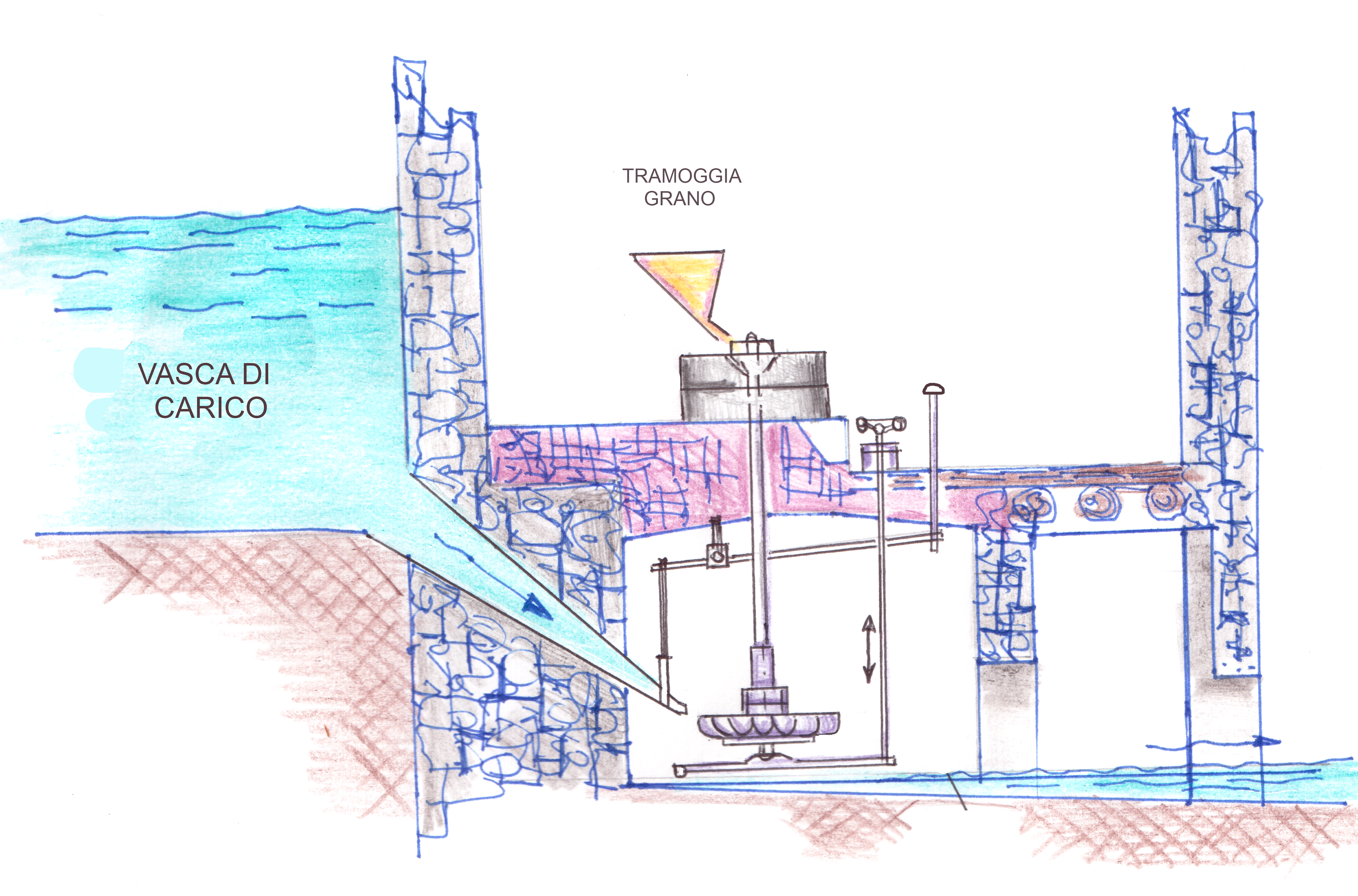
Mola ad acqua con conformazione macina da grano

Nell'ambito del solo comprensorio della frazione sono state presenti sei mole di cui quattro a monte del paese, "Mola Fosseta" a grano e granturco, "Mola Torra" a olio, grano e granturco, la "Mola della Fontana" a grano e granturco, "Moletta" a granturco, e due a valle, "Mola del canneto" a olio, grano e granturco, "Mola roscia" a olio, grano e granturco. Essendo diverso il processo relativo alla molatura del grano e granturco rispetto a quella delle olive (macine complanari nel primo caso e rotolanti nel secondo), le mole dove erano trattate entrambe le filiere, erano dotate di una coppia di giranti, ognuna dedicata ad un processo e attivata in funzione della necessità del momento.